# Amphisbaena fuliginosa varia
Amphisbaena fuliginosa varia is een wormhagedis uit de familie wormhagedissen sensu stricto (Amphisbaenidae). Het is een ondersoort van de gevlekte wormhagedis (Amphisbaena fuliginosa).

## Naam en indeling
De wetenschappelijke naam van de hagedis werd voor het eerst voorgesteld door Josephus Nicolaus Laurenti in 1768.
De wetenschappelijke naamgeving is verwarrend, de ondersoort werd verschillende malen als een aparte soort beschouwd. Dat werd al door Josephus Nicolaus Laurenti in 1768 gedaan, en later in 2005 door Carl Gans en in 2019 door Omar Torres-Carvajal. In de literatuur kan de status van deze wormhagedis verschillen.

## Uiterlijke kenmerken
Amphisbaena fuliginosa varia heeft een lichaamslengte van 24 tot veertig centimeter met een staart van twee tot vijf cm.

## Levenswijze
De wormhagedis is een gravend dier en brengt de meeste tijd door in zelf gegraven ondergrondse gangen. Het voedt zich met aardwormen, mieren en duizendpoten.

## Verspreiding en habitat
De ondersoort komt voor in delen van Midden- en Zuid-Amerika en leeft in de landen Panama, Colombia, Ecuador, Venezuela, Trinidad en Brazilië.
Amphisbaena fuliginosa varia komt voor in regenwoud, savanne, akkers en tuinen in Panama, Colombia en Ecuador. In Panama is de soort met name waargenomen in de kanaalzone. Daarnaast zijn er waarnemingen op meerdere plekken in de provincie Coclé evenals het westen van de provincie Colón.